# Cedar Grove (Antigua i Barbuda)
Cedar Grove – miasto w Antigui i Barbudzie na wyspie Antigua (Saint John). Populacja liczy 814 mieszkańców (2001)